# Csézy
Erzsébet Csézi (ur. 9 października 1979 w Mezőkövesd) – węgierska piosenkarka. Pochodzi z rodziny muzyków ludowych z regionu Matyó (północno-wschodnie Węgry). W 2006 roku ukończyła konserwatorium muzyczne w Miszkolcu w klasie śpiewu. Laureatka (zespołowo) ogólnoświatowego konkursu muzycznego w Hiszpanii za wykonanie śpiewów polifonicznych oraz baskijskich piosenek ludowych.
W 2007 roku wydała debiutancki album Szívverés (Bicie serca), w powstaniu którego uczestniczyli m.in. Szabolcs Harmath, Viktor Rakonczai, Imre Czomba, János Menyhárt, Ági Szabó, Attila Valla i Tibor Miklós.
W 2007 roku w rodzinnej miejscowości Mezőkövesd otrzymała tytuł „Człowieka roku”.
W 2008 roku otrzymała nagrodę Fonogram Węgierskiej Akademii Muzycznej w kategorii „Odkrycie roku”. W tym samym roku reprezentowała Węgry na Konkursie Piosenki Eurowizji 2008 z angielską wersją tytułowej piosenki z jej debiutanckiego albumu Candlelight (Światło świecy) w przekładzie Imre Mózsika, który był również tłumaczem słów piosenki reprezentującej Węgry na Konkursie Piosenki Eurowizji w 2007 roku w wykonaniu Magdi Rúzsy.

## Dyskografia

### Albumy
- Szívverés (Bicie serca) 2007

### Single
- Általad vagyok (Dzięki tobie jestem) 2007
- Candlelight (Światło świecy) 2008